# فرجينيا باتون
فرجينيا باتون (بالإنجليزية: Virginia Patton)‏ هي سيدة أعمال وممثلة أمريكية، ولدت في 25 يونيو 1925 في كليفلاند في الولايات المتحدة.

## أعمال

### أفلام
- (1946) إنها حياة رائعة[6]
- (1947) حياة مزدوجة

## وصلات خارجية
- فرجينيا باتون على موقع IMDb (الإنجليزية)
- فرجينيا باتون على موقع أول موفي (الإنجليزية)
- فرجينيا باتون على موقع قاعدة بيانات الأفلام السويدية (السويدية)
- فرجينيا باتون على موقع قاعدة بيانات الفيلم (الإنجليزية)
- فرجينيا باتون على موقع كينوبويسك (الروسية)